# Radslavova Lhota

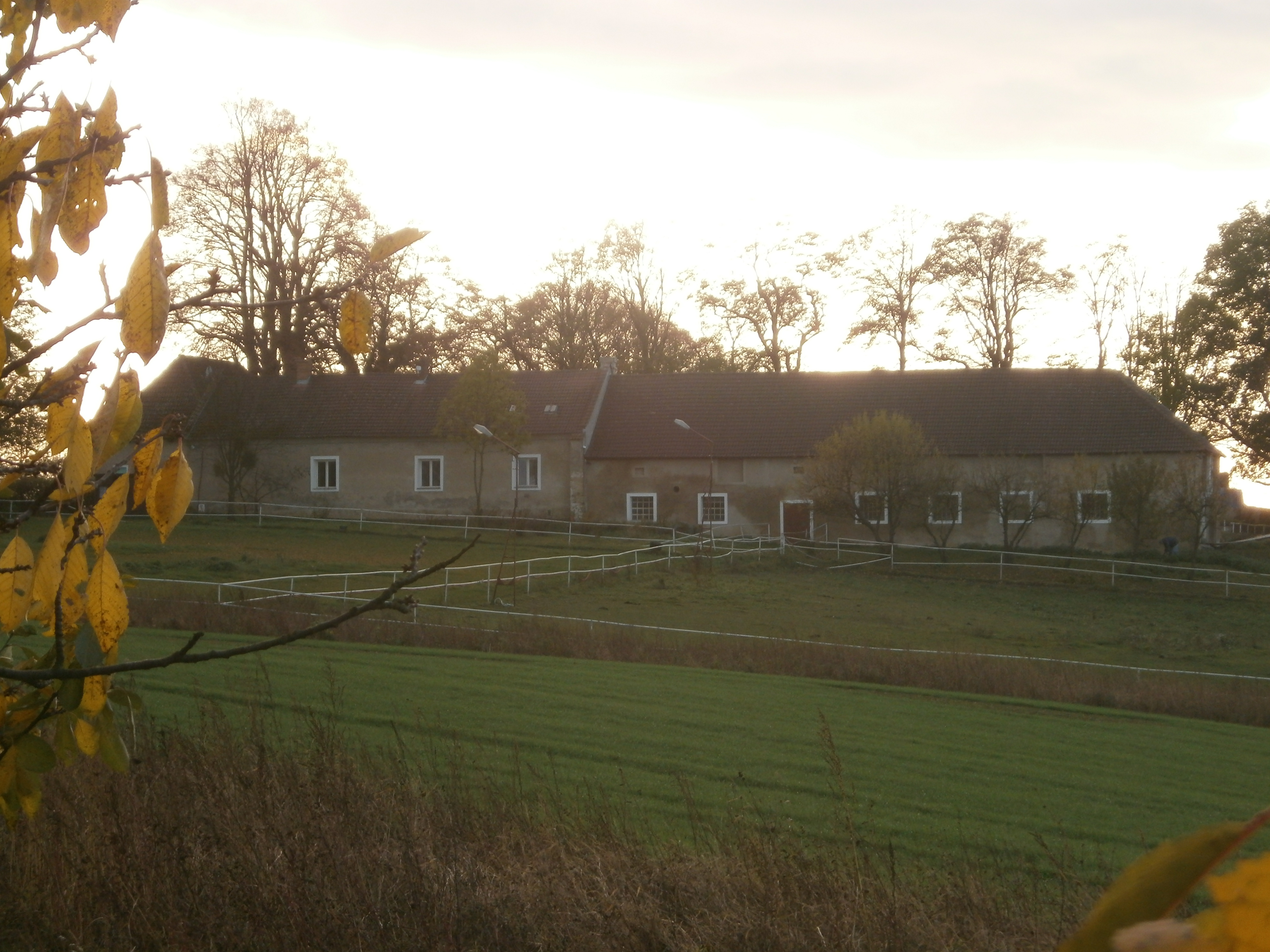
Dvorec Vystrkov leží na místě někdejší Radslavovy Lhoty

Radslavova Lhota (dříve též Drozdova Lhota) je zaniklá středověká vesnice, která se nacházela na katastrálním území obce Poličná v okrese Vsetín.

## Historie
První zmínka o vsi pochází z roku 1392. Tehdy byla označována jako Drozdova Lhota. Jako Radslavova Lhota je poprvé zmíněna v roce 1437. Původně byla součástí choryňského biskupského léna (díl rytířů z Wolfsberka), ale v průběhu roku 1449 byla ves přičleněna k lénu arnoltovickému. Zanikla pravděpodobně někdy na přelomu 15. a 16. století, neboť roku 1505 je Radslavova Lhota uváděná jako pustá. Na jejím místě se dnes nachází dvorec Vystrkov, který je v současnosti využíván pro chov koní.